# Melotron
Melotron é uma banda alemã de futurepop/synthpop. Em 1996 Andy Krueger, Edgar Slatnow e Kay Hildebrandt acabaram com a banda "The Vermin" para formar o Melotron. A banda fez imediato sucesso com seu primeiro single, Dein Meister, em 1998.
Todas as músicas da banda são em alemão.

## Discografia

### Álbuns
- Mörderwerk (1999)
- Fortschritt (2000)
- Weltfrieden (2002)
- Sternenstaub (2003)
- Cliché (2005)

### Singles
- Dein Meister (1998)
- Der Blaue Planet (1999)
- Kindertraum V1 (1999)
- Kindertraum V2 (1999)
- DJ Traum (1999)
- Tanz mit dem Teufel (2000)
- E.P. Sode 3 (2000)
- Brüder (2001)
- Gib Mir Alles (2002)
- Folge Mir Ins Licht (2003)
- Kein Problem (2003)
- Wenn wir wollten (2005)